# Lek (waluta)
Lek (alb. leku shqiptar, l.mn. lekë shqiptar) – jednostka monetarna Albanii. 1 lek = 100 qindarek, choć w obiegu praktycznie nie występują monety o nominale niższym niż 5 leków.

## Historia
Nazwa waluty pochodzi od imienia piętnastowiecznego albańskiego księcia Lekë Dukagjini. Jednostka została wprowadzona w 1926 r. i do 1947 r. obowiązywała z frankiem albańskim. Dzieliła się na 100 qindar lek (podczas gdy frank na 100 qindar ar) i stanowiła równowartość 0,2 franka albańskiego. W czasie okupacji włoskiej od 1939 r. 1 lek równał się 1 lirowi włoskiemu.
Reforma monetarna z 1947 r. ustanowiła nowy lek, będący odtąd wyłączną jednostką monetarną w Albanii, dzielący się na 100 qindarek. W 1965 r. dokonano denominacji w stosunku 10:1. Emitowano wówczas monety: 5, 10, 20 i 50 qindarek, 1 lek oraz banknoty: 1, 3, 5, 10, 25, 50 i 100 leków.
W 1991 do obiegu weszły banknoty pięćsetlekowe. W 1992 wprowadzono nową jednostkę, zwaną lek valutë, równą 50 lekom. Wyemitowano niedatowane banknoty o nominałach 10 i 50 lek valutë (nominał 1 lek valutë został wydrukowany, lecz nie wszedł do obiegu), jednakże nowa waluta ostatecznie nie zastąpiła leka.

## Monety i banknoty w obiegu
W obiegu są banknoty o nominałach 200, 500, 1000, 2000 i 5000 leków (szereg wydań tego samego wzoru różniących się zabezpieczeniami, jak również znajdującymi się na rewersie datą oraz podpisami) oraz monety o wartości 1, 5, 10 i 20, 50 i 100 leków.
Banknoty z serii emitowanej w latach 1992–1996 oraz banknoty stulekowe z bieżącej serii (datowane na 1996) zostały wycofane z obiegu.

## Galeria starych nominałów

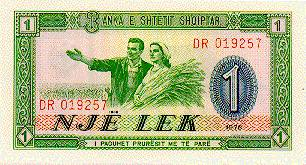
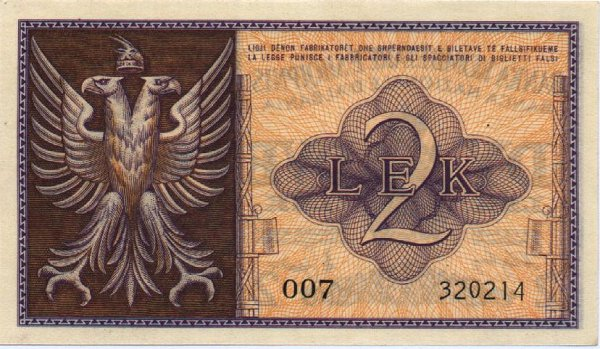
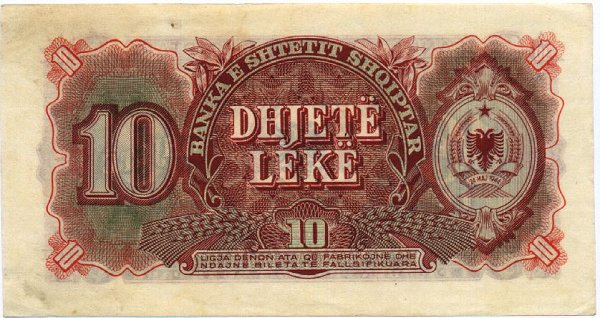
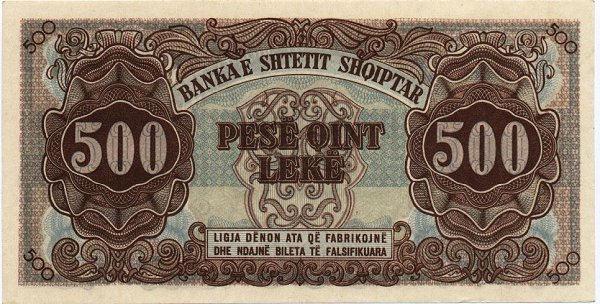
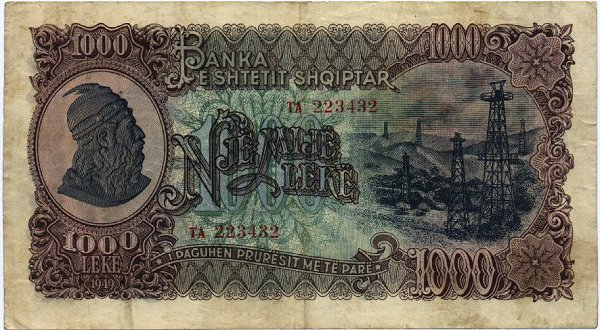
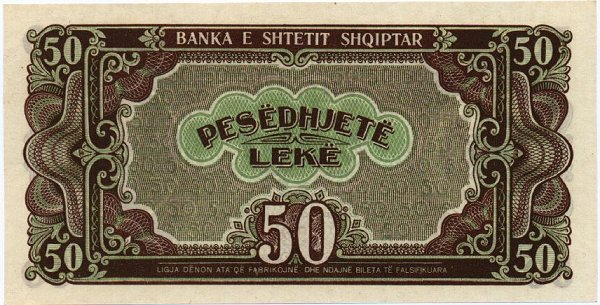
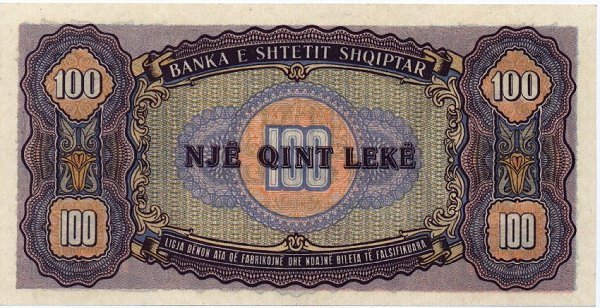
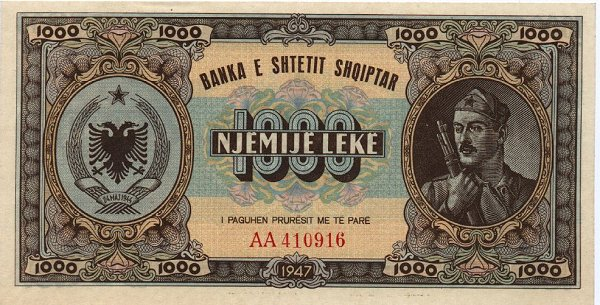
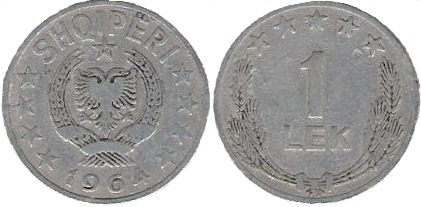
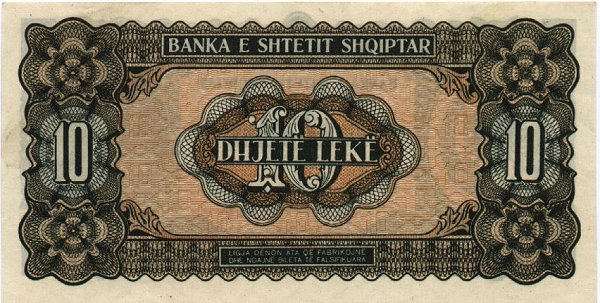
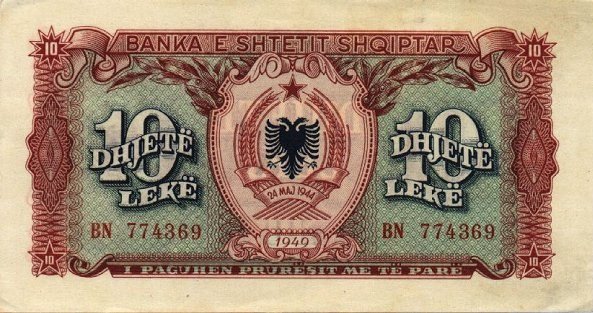
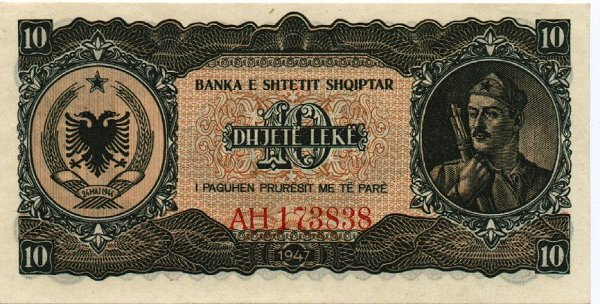
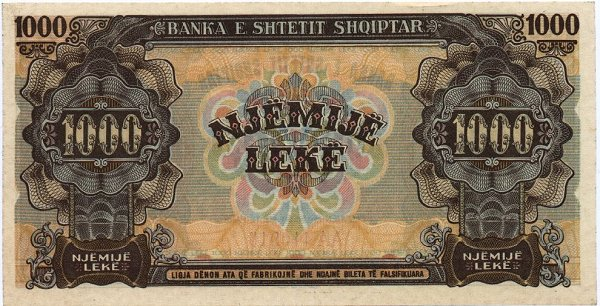
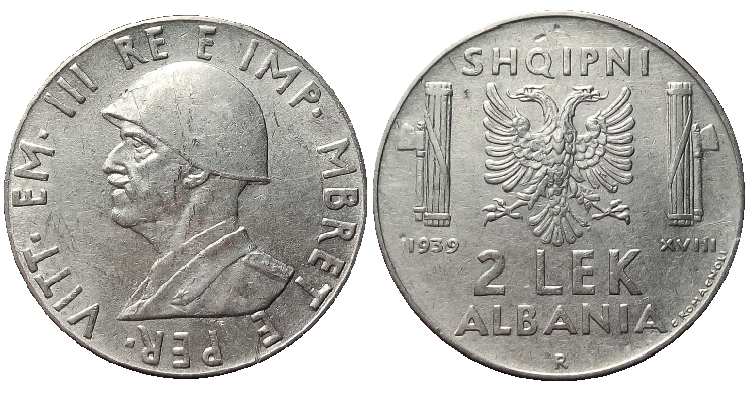

## Galeria obecnych nominałów

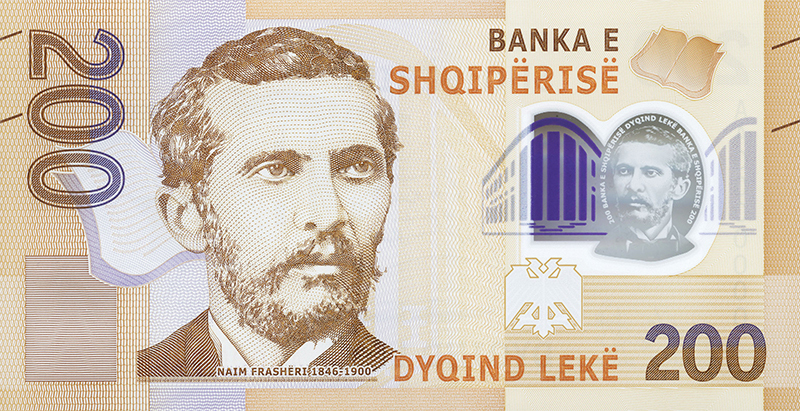
200 leków (przód)
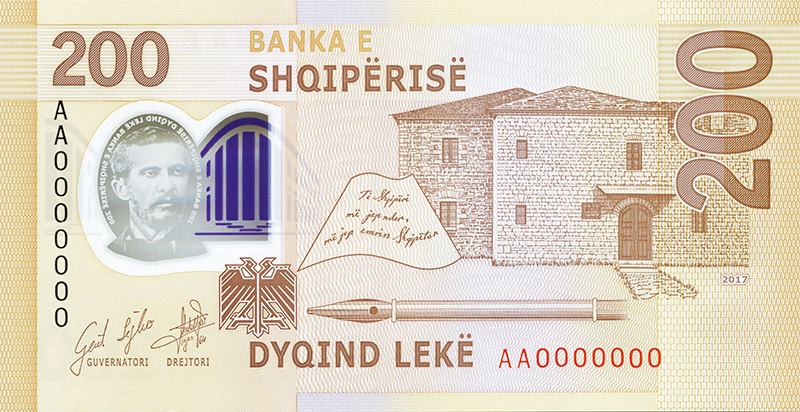
200 leków (tył)
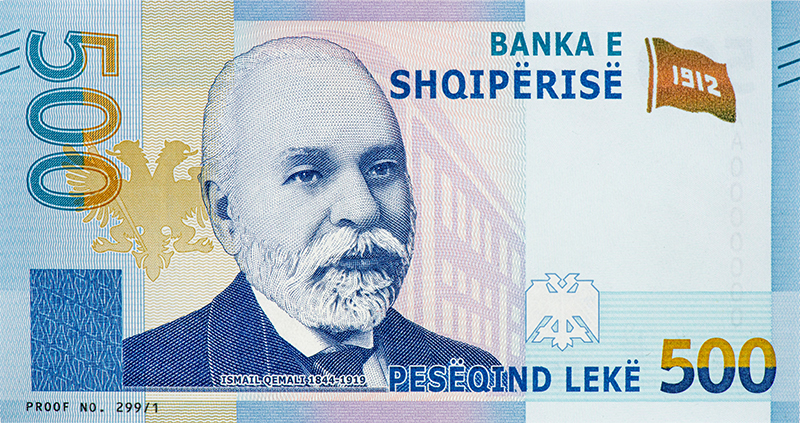
500 leków (przód)
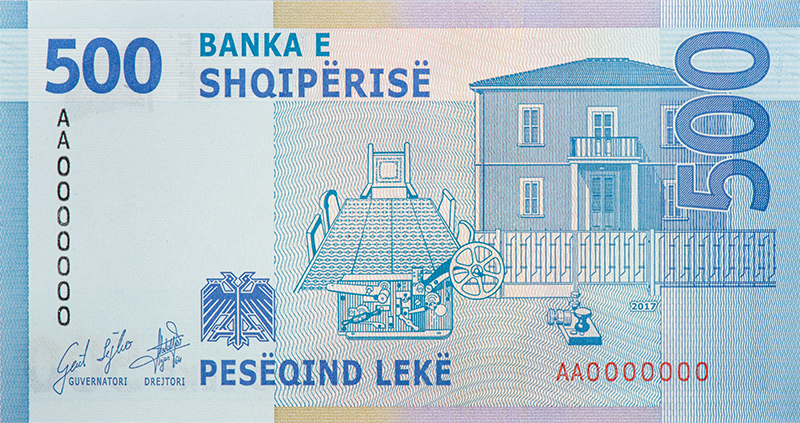
500 leków (tył)
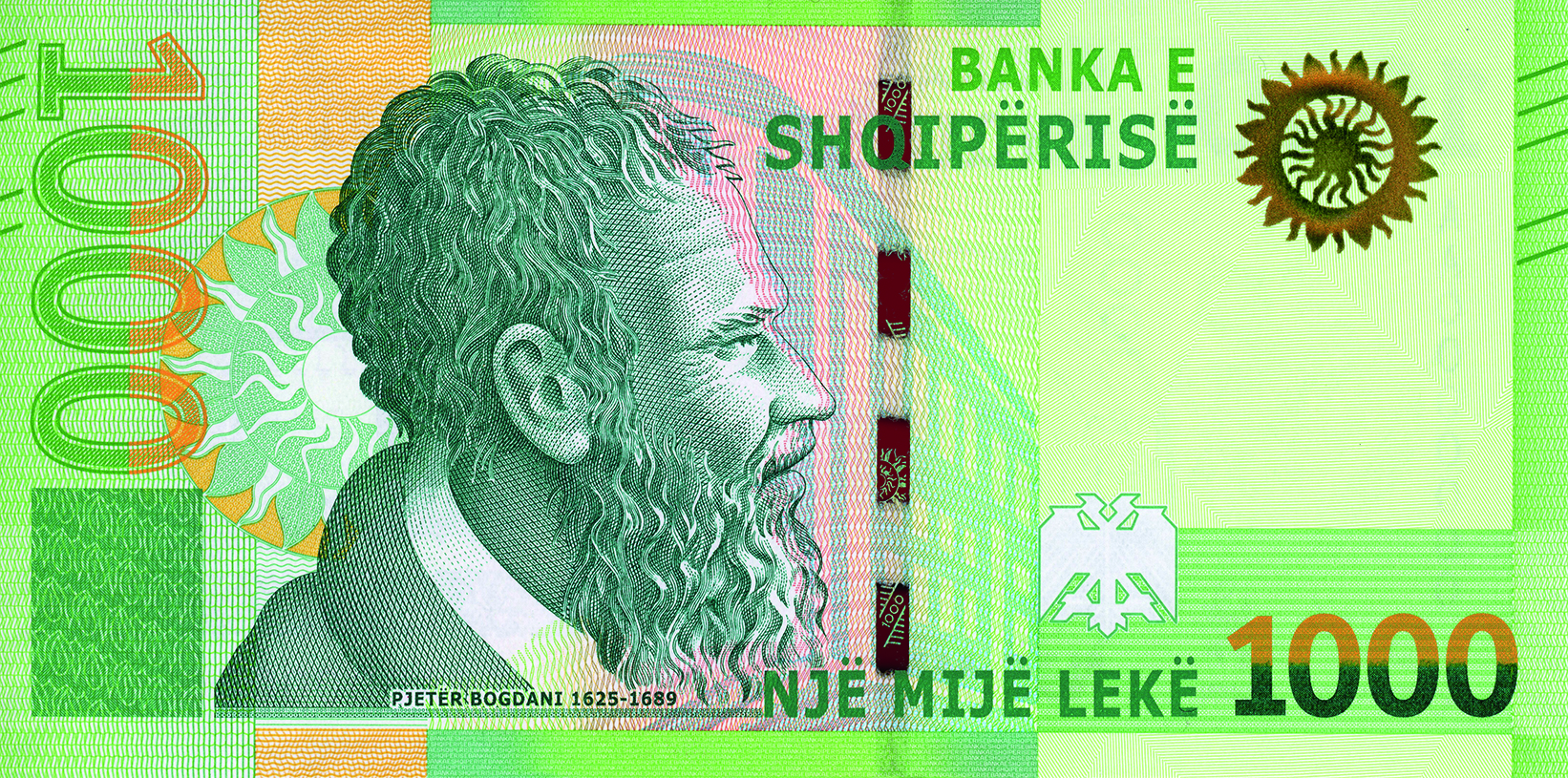
1000 leków (przód)
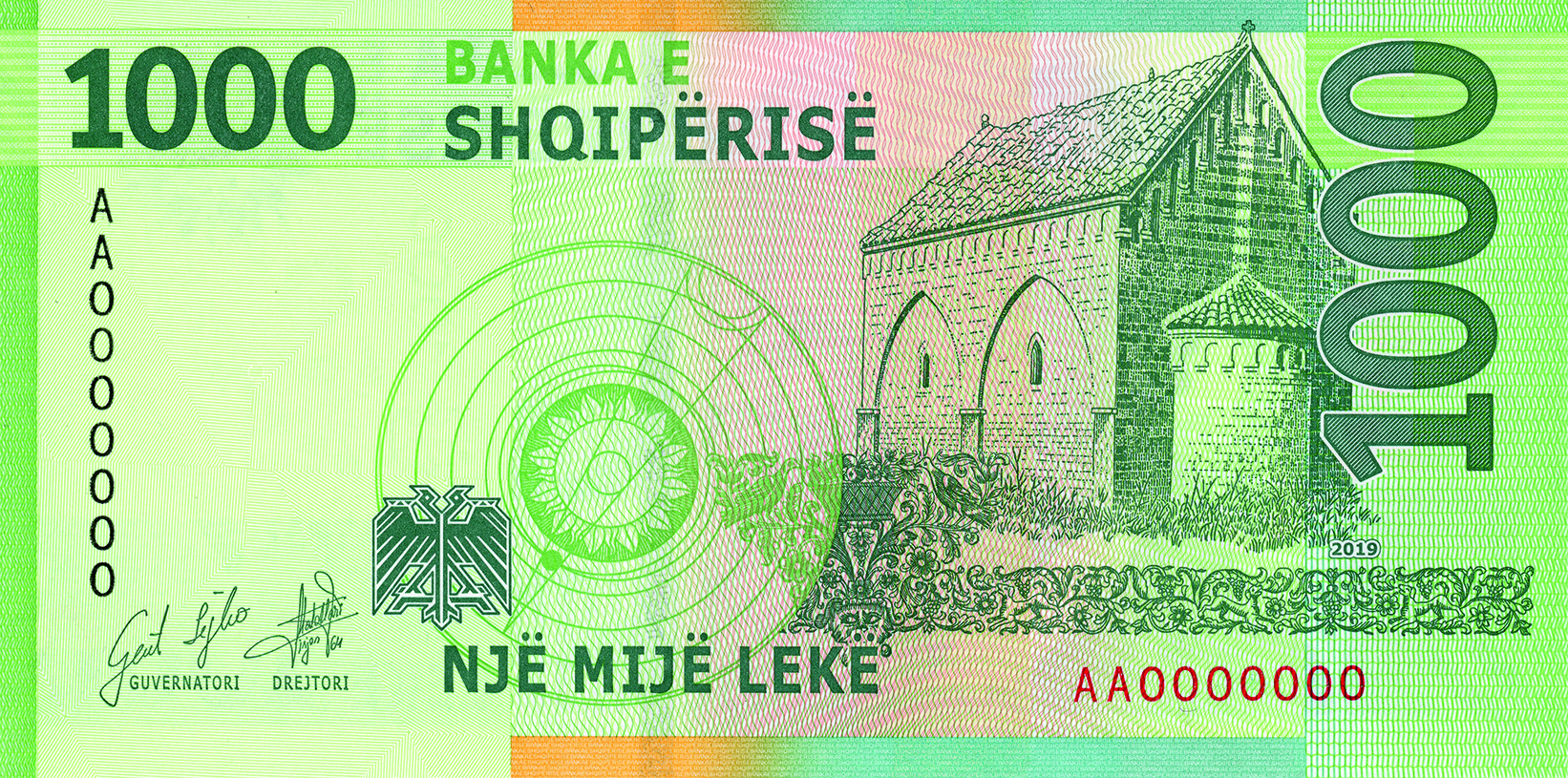
1000 leków (tył)
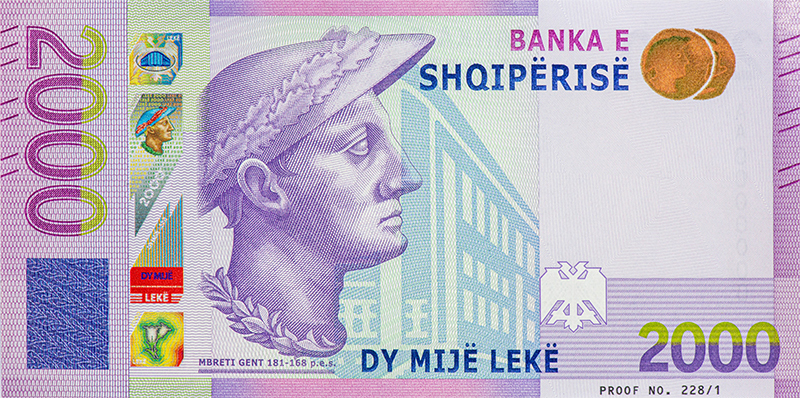
2000 leków (przód)
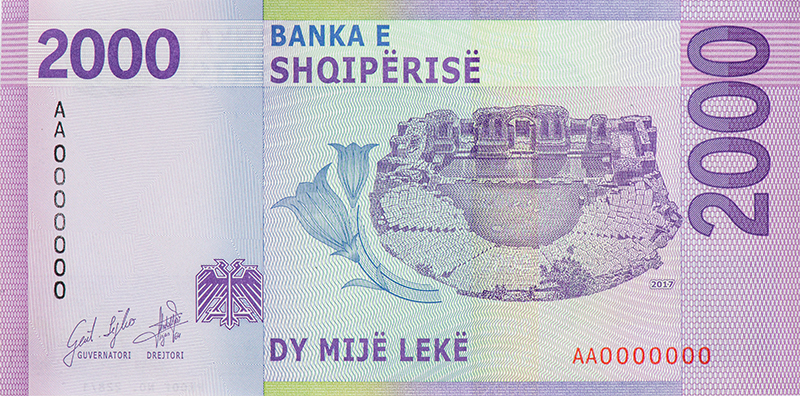
2000 leków (tył)
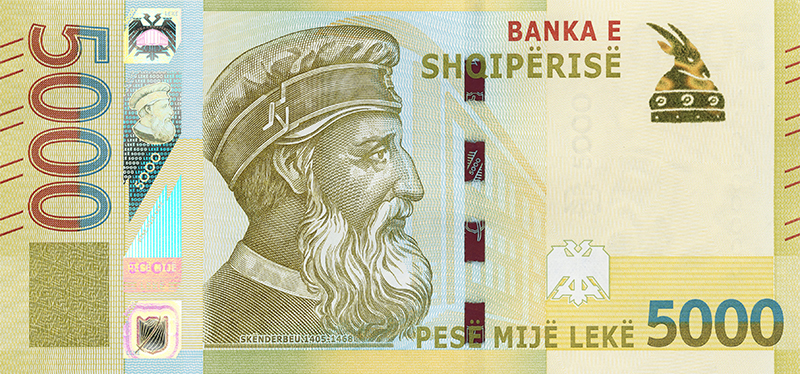
5000 leków (przód)
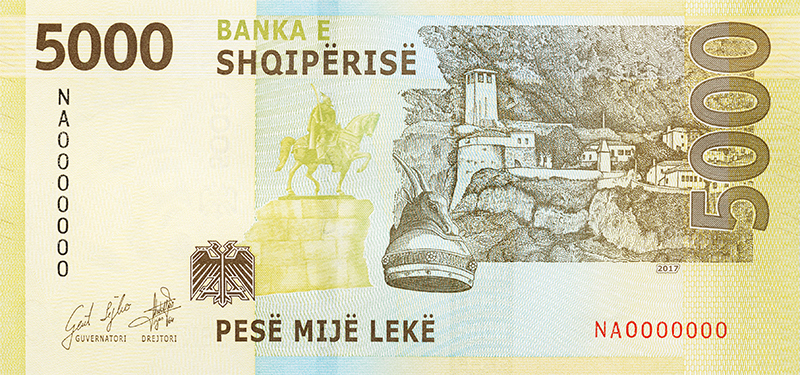
5000 leków (tył)
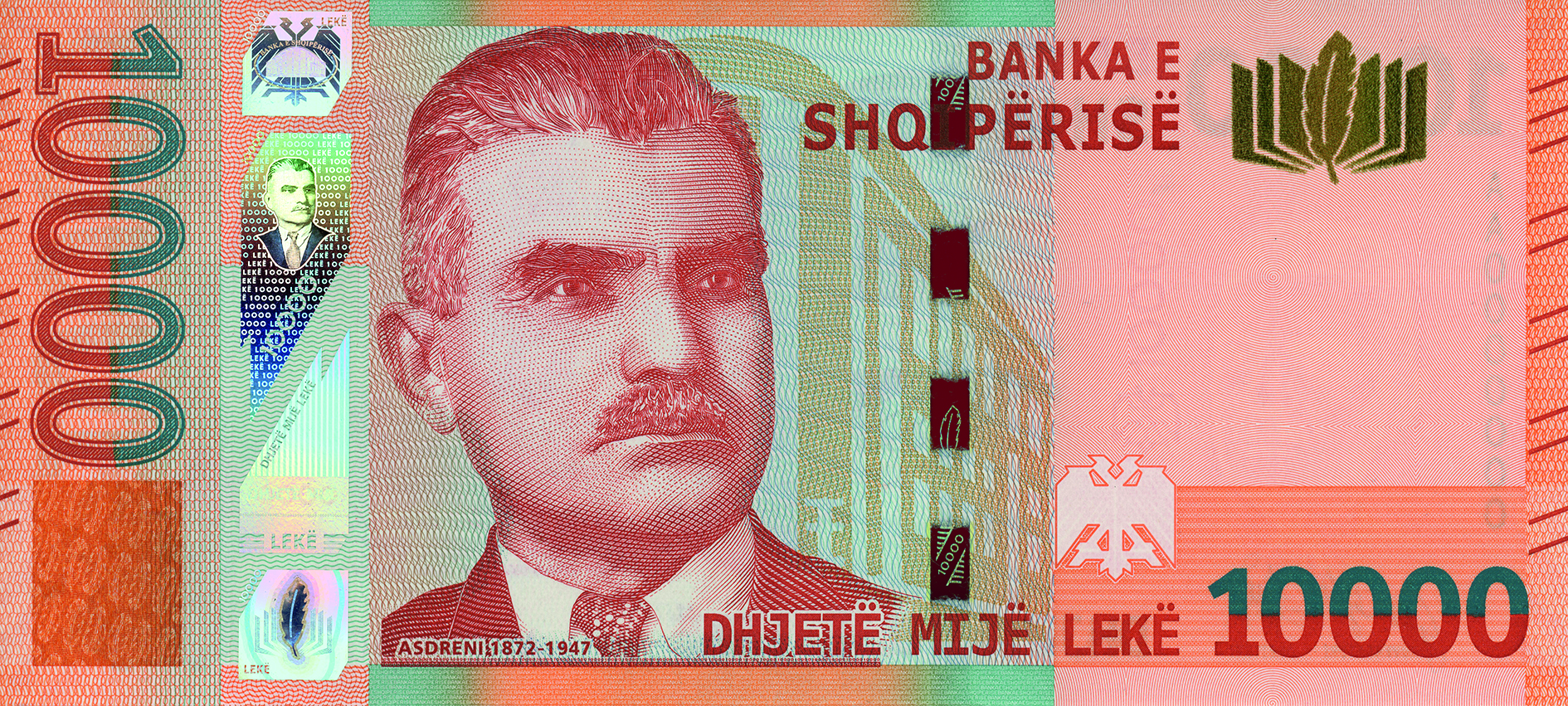
10000 leków (przód)
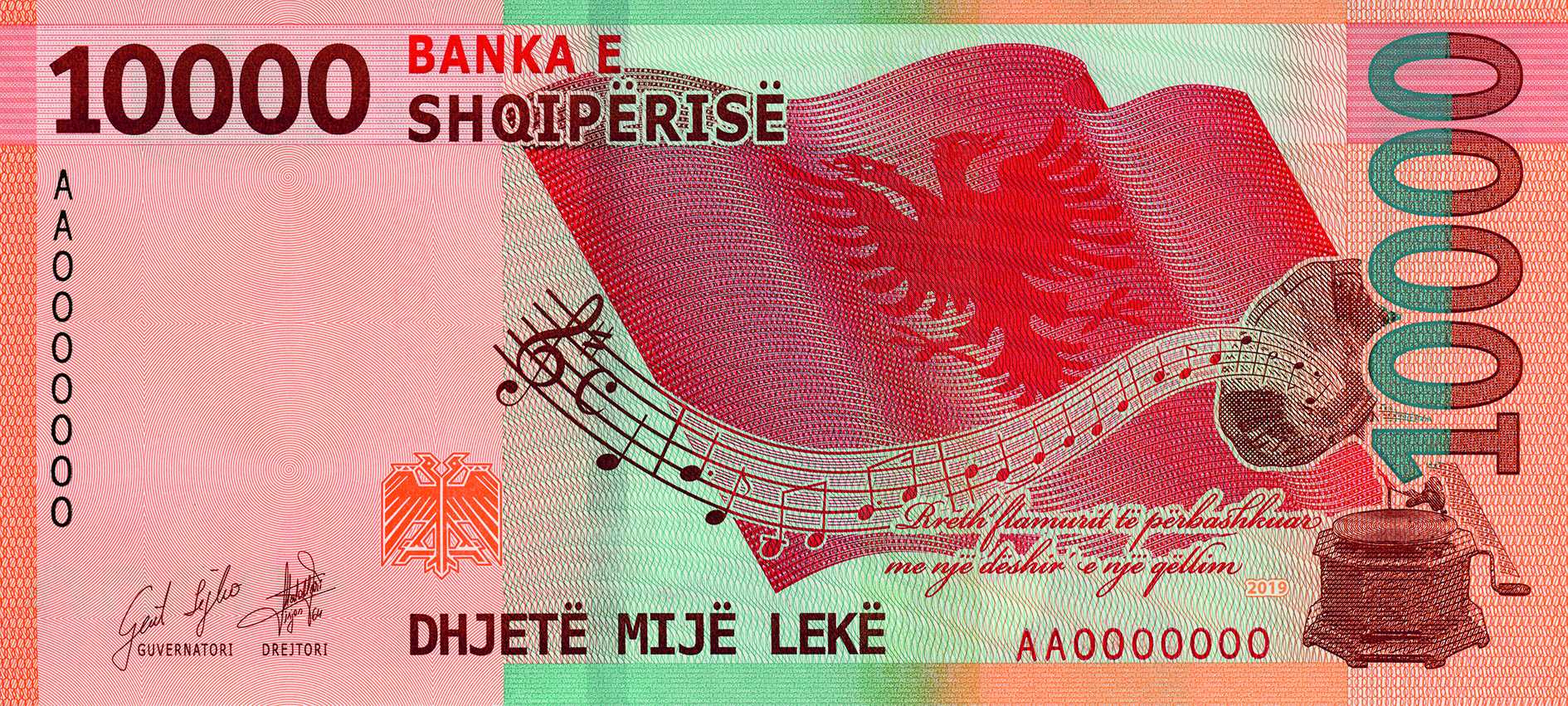
10000 leków (tył)